# Georges Duvigneaud
Georges Duvigneaud (né le 27 novembre 1883 à Arlon - mort le 4 avril 1935 à Bruxelles) fut un écrivain, humoriste, avocat et chansonnier belge. Son œuvre patoisante est presque complètement perdue.
Son père est issu de Châtillon et sa mère est Chestrolaise. Il fait ses études secondaires, à l'institut Saint-Louis, à Bruxelles. C’est pendant cette période estudiantine que son génie comique et humoristique se fit connaitre.
Il créa il fut l'un des fondateurs de l'Académie des Joyeux Z'Hiboux (1905). Il a dirigé le Sifflet, journal humoristique et satirique. Il signa la comédie littéraire Le Cadavre no 5, qui connut plusieurs éditions et un film qui adapté pour le cinéma belge par Gaston Schoukens en 1932.